# Psammoecus pallidipennis
Psammoecus pallidipennis är en skalbaggsart som först beskrevs av Blackburn 1885.  Psammoecus pallidipennis ingår i släktet Psammoecus och familjen smalplattbaggar. Inga underarter finns listade i Catalogue of Life.